# (38041) 1998 RQ79
1998 RQ79 (asteroide 38041) é um asteroide da cintura principal. Possui uma excentricidade de 0.13777120 e uma inclinação de 5.57031º.
Este asteroide foi descoberto no dia 14 de setembro de 1998 por LINEAR em Socorro.